# Colonización de la Antártida

Reclamaciones territoriales de la Antártida según el Tratado Antártico:
Nueva Zelanda
Australia
Francia
Noruega
Reino Unido
Chile
Argentina

La colonización de la Antártida hace referencia a la presencia de seres humanos, incluyendo familias, viviendo permanentemente en el continente Antártico. Actualmente el continente sólo alberga una población temporal de científicos y personal de apoyo. La Antártida es el único continente de la Tierra sin habitantes humanos indígenas.
En la actualidad, los científicos y el personal de apoyo de 30 países viven en unas 70 bases (40 durante todo el año y 30 durante el verano), con una población aproximada de 4.000 personas en verano y 1.000 en invierno. Ha habido al menos once nacimientos humanos en la Antártida, comenzando con el de Emilio Marcos Palma en 1978 en una base argentina.

## Teorías sobre colonizaciones pasadas
Una idea común en la década de 1950 era tener ciudades antárticas encerradas bajo cúpulas de cristal, lo que haría posible la colonización de este continente. La regulación de potencia y temperatura de los domos provendría de generadores atómicos ubicados fuera de estas instalaciones. Una fuente de luz en la cima de la torre central fue propuesta a modo de sol artificial durante los meses oscuros de la Antártida. Este escenario también incluiría vuelos transantárticos regulares, así como ciudades mineras que serían excavadas en los casquetes polares de la Antártida. Sin embargo, existen problemas con la idea de tener un generador de propulsión atómica que proporcione la energía y la regulación de la temperatura. El reactor atómico de la estación McMurdo se convirtió en un peligro de contaminación y por lo tanto tuvo que ser clausurado.
El Tratado Antártico, una serie de acuerdos internacionales, limita actualmente las actividades en la Antártida. Esta ley tendría que modificarse o abandonarse antes de que pudiera producirse legalmente una colonización a gran escala, en particular con respecto al Protocolo sobre Protección del Medio Ambiente de dicho tratado. Por otra parte, es la propia impracticabilidad de la colonización permanente lo que ha contribuido a que ninguna de las reivindicaciones territoriales reciba reconocimiento internacional.
Buckminster Fuller, el desarrollador de la cúpula geodésica, planteó la posibilidad de ciudades protegidas con domos que permitieran un clima controlado y la posibilidad de construir edificios bajo ella. Su primera propuesta específica publicada en 1965 hablaba de la Antártida como una probable primera ubicación para un proyecto de esta índole. La segunda base en la Estación del Polo Sur de Amundsen-Scott (operada entre 1975 y 2003) se asemeja a una versión reducida de esta idea, aunque sólo es lo suficientemente grande para cubrir unos pocos edificios.
En 1971, un equipo dirigido por el arquitecto alemán Frei Otto realizó un estudio de factibilidad de una cúpula aérea de dos kilómetros de diámetro que podría albergar a 40.000 residentes.

## Condiciones futuras
Aunque el medio ambiente de la Antártida es demasiado duro para los asentamientos humanos, las condiciones podrían mejorar en el futuro. Se ha sugerido que, como resultado de los efectos a largo plazo del calentamiento global, a principios del siglo XXII, partes de la Antártida Occidental experimentarán condiciones climáticas similares a las que se encuentran hoy en día en Alaska y el norte de Escandinavia. Incluso la agricultura podría ser posible en algunas de las zonas más septentrionales del continente.

## Primera persona nacida en la Antártida
Emilio Marcos Palma (nacido el 7 de enero de 1978) es un ciudadano argentino y la primera persona que nació en el continente Antártico. Nació en el Fortín Sargento Cabral, en la Base Esperanza, cerca de la punta de la Península Antártica, y pesó 3,4 kg al momento de su nacimiento.